# Міста Сан-Марино

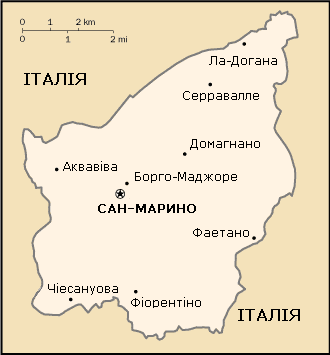
Міста Сан-Марино

Нижче наведено список з 9 міст (castelli; букв. «укріплення, вежі») Сан-Марино, розміщених за кількістю населення.  
| Міста-комуни Сан-Марино (castelli) |               |           |           |           |           |
| Місце                              | Місто         | Площа км² | Населення | Населення | Населення |
| Місце                              | Місто         | Площа км² | 1986      | 1996      | 2006      |
| 1.                                 | Серравалле    | 10,53     | 6.995     | 8.085     | 9.847     |
| 2.                                 | Борго-Маджоре | 9,01      | 4.421     | 5.358     | 6.061     |
| 3.                                 | Сан-Марино    | 7,09      | 4.179     | 4.350     | 4.409     |
| 4.                                 | Доманьяно     | 6,62      | 1.885     | 2.207     | 2.899     |
| 5.                                 | Фйорентіно    | 6,56      | 1.478     | 1.798     | 2.253     |
| 6.                                 | Аккуавіва     | 4,86      | 1.148     | 1.264     | 1.881     |
| 7.                                 | Фаетано       | 7,75      | 738       | 870       | 1.139     |
| 8.                                 | К'єзануова    | 5,46      | 724       | 866       | 1.036     |
| 9.                                 | Монтеджардіно | 3,31      | 557       | 717       | 843       |
|                                    | Сан-Марино    | 61,19     | 22.125    | 25.515    | 30.368    |

Слід зазначити, що одне з найбільших міст республіки, Догана, не є автономним поселенням, а належить до міста-комуни Серравалле. У Сан-Марино до складу міст-комун, крім основного міста (називають capoluogo), також відносять невеликі селища навколо міста, які називають frazioni, чи curazie.